# Arranca Barbas
Arranca Barbas är en ort i Mexiko.   Den ligger i kommunen Otáez och delstaten Durango, i den centrala delen av landet, 900 km nordväst om huvudstaden Mexico City. Arranca Barbas ligger 2 527 meter över havet och antalet invånare är 144.
Terrängen runt Arranca Barbas är kuperad österut, men västerut är den bergig. Runt Arranca Barbas är det mycket glesbefolkat, med 6 invånare per kvadratkilometer. Närmaste större samhälle är San Pedro de Azafranes, 16,7 km väster om Arranca Barbas. I omgivningarna runt Arranca Barbas växer huvudsakligen savannskog.